# Meteorit Sylacauga
El meteorit Sylacauga és un meteorit que va caure a la Terra el 30 de novembre de 1954, a 12:46 hora local (18:46 UTC) a Oak Grove, Alabama, a prop de Sylacauga. S'anomena habitualment el meteorit Hodges perquè un fragment va caure sobre Ann Elizabeth Fowler Hodges (1920–1972).

## Importància
El meteorit Sylacauga és el primer objecte extraterrestre documentat que ha ferit un ésser humà. El fragment, de la grandària d'una aranja, va caure sobre la teulada d'una casa, va rebotar en un aparell de ràdio de fusta, i va copejar Ann Elizabeth Fowler Hodges mentre ella feia migdiada en un sofà. La dona de 34 anys tenia una contusió en un costat del cos, però era capaç de caminar. L'esdeveniment va ser notícia a tot el món.
La primera notícia d'una persona a qui caigué un meteorit la tenim el 1677 en un manuscrit publicat a Tortona, Itàlia, que relata un frare milanès que va ser mort per un, encara que es desconeix la veracitat de l'afirmació. El 1992 un petit fragment de meteorit (3 g) va colpejar un jove ugandès a Mbale, però l'impacte va ser frenat per un arbre i no va causar ferits.

## Bola de foc
El meteorit va fer visible una bola de foc des de tres estats quan va fluir per l'atmosfera, tot i que va caure a primera hora de la tarda. També hi va haver indicis d'explosió aèria, atès que alguns testimonis van descriure haver sentit "explosions o forts esclats".

## Esdeveniments posteriors
El meteorit fou confiscat pel cap de policia de Sylacauga, que després el va cedir a la Força Aèria dels Estats Units. Tant els Hodgeses com el propietari de la granja on vivien, Bertie Guy, van reivindicar la propietat de la roca, afirmant que havia caigut en la seva propietat. Hi va haver ofertes de fins a 5.000 dòlars pel meteorit. Hodgeses i Bertie Guy van arribar a un acord i els Hodgeses van pagar 500 dòlars per la roca. No obstant això, quan els el van retornar, més d'un any després, l'atenció del públic havia disminuït, i no van poder trobar un comprador.
Ann Hodges es mostrava incòmoda amb l'atenció del públic i l'estrès de la disputa per la propietat del meteorit. Els Hodges van donar-la al Museu d'Història Natural d'Alabama el 1956.
L'endemà de l'impacte, l'agricultor local Julius McKinney va trobar el segon fragment més gran del mateix meteorit. Un advocat amb seu a Indianapolis el va comprar per a la Smithsonian Institution. La família McKinney va poder utilitzar els diners per comprar un cotxe i una casa.

## Fragments
A l'entrada a l'atmosfera, el meteorit Sylacauga es va fragmentar en almenys 3 peces:
1. El fragment de Hodges de 3.86 quilograms (8.5 lb) (33° 11′ 18.1″ N, 86° 17′ 40.2″ O / 33.188361°N,86.294500°O) va caure sobre Ann Elizabeth Hodges.[10]
2. El fragment de McKinney d'1.68 quilograms (3.7 lb) (33° 13′ 08.4″ N, 86° 17′ 20.7″ O / 33.219000°N,86.289083°O) va ser trobat l'endemà de l'1 de desembre de 1954 per Julius Kempis McKinney, un granger que va vendre el fragment de meteorit que va trobar per comprar un cotxe i una casa.[9]
3. Es creu que un tercer fragment ha impactat en algun lloc prop de Childersburg (uns quilòmetres al nord-oest d'Oak Grove).

## Classificació
El meteorit Sylacauga està classificat com a condrita ordinària del grup H4 .

## Òrbita
El meteoroide va entrar per la banda assoleiada de la Terra, de manera que quan va xocar, havia passat el perihelió i viatjava cap a fora del Sol. Tenint en compte les estimacions de l'òrbita, el millor candidat com a cos progenitor és 1685 Toro.